# Чхве Ин Сук
Чхве Ин Сук  (кор. 최 은숙, 28 лютого 1986) — південнокорейська фехтувальниця, олімпійська медалістка.

## Виступи на Олімпіадах
| Олімпіада   | Дисципліна      | Місце |
| ----------- | --------------- | ----- |
| Лондон 2012 | шпага, командні | 2     |